# Excellence Award
L'Excellence Award assegnato dal 2004 ad una grande personalità del mondo del cinema, dal 2008 è sponsorizzato da Moët et Chandon.

## Albo d'oro

### Anni 2000
- 2004: Oleg Menšikov
- 2005: Susan Sarandon, Vittorio Storaro e John Malkovich
- 2006: Willem Dafoe
- 2007: Michel Piccoli e Carmen Maura
- 2008: Anjelica Huston
- 2009: Toni Servillo

### Anni 2010
- 2010: Chiara Mastroianni
- 2011: Isabelle Huppert
- 2012: Gael García Bernal e Charlotte Rampling
- 2013: Christopher Lee
- 2014: Giancarlo Giannini e Juliette Binoche
- 2015: Edward Norton
- 2016: Bill Pullman
- 2017: Mathieu Kassovitz
- 2018: Ethan Hawke
- 2019: Song Kang-ho

### Anni 2020
- 2020: non assegnato
- 2021: Laetitia Casta
- 2022: Aaron Taylor-Johnson
- 2023: Riz Ahmed